# 속요
속요(俗謠)는 민요와 거의 같은 개념으로 쓰이지만, 민요라면 주로 음악이나 민속(民俗)의 부문에서 다루는 것으로 알고 있기 때문에 특히 문학에서는 창작적인 시가(詩歌)와 대립되는 개념으로서 일반 민중 사이에서 제작된 시가를 속요라고 부르고 있다. 현재 한국문학에서 속요라 하면 고려시대의 속요를 으뜸으로 치고 있는 바, 예를 들면 쌍화점, 청산별곡, 서경별곡, 만전춘, 이상곡, 가시리, 동동, 정석가 등을 들 수 있다. 그러나 이러한 노래들이 과연 민중들 사이에서 제작된 것인지 또는 어떤 특정한 작가의 창작시인지는 확실히 알 길이 없다. 그러나 속요라고는 하나 이를 자세히 검토하면 도저히 속요라고 볼 수 없는 것이 많으니 이러한 사정으로 이른바 '고려 속요'는 근본적인 재검토가 있어야 할 것이다.